# Дхиллон, Гурдиал Сингх
Гурдиал Сингх Дхиллон (англ. Gurdial Singh Dhillon, хинди गुरूदयाल सिंह ढिल्लों; 6 августа 1915, Панжвар, округ Амритсар, Пенджаб, Британская Индия — 23 марта 1992, Дели, Индия) — индийский государственный деятель, спикер Лок сабхи (1969—1975).

## Биография

### Начало карьеры
Обучался в колледже Хальса в Амритсаре и правительственном колледж в Лахоре, а затем окончил юридический факультет Правового колледжа Пенджабского университета в Лахоре.
В 1937—1945 гг. был успешным практикующим юристом, включившись а национально-освободительную борьбу. Дважды подвергался тюремному заключению, что вынудило его отказаться от своей юридической профессии. Играл активную роль в восстании в пенджабской деревне Харша Чхина (1947).
После провозглашения Индии стал известным журналистом и публицистом. Выступал против общинных предрассудков. В 1947 г. редактировал панджабскую ежедневную газету «Вартман». Затем становится главным редактором ежедневной газеты «Урду» и управляющим директором издательской компании National Sikh Newspapers Ltd. До 1952 г. был членом исполнительного комитета Ассоциации журналистов Пенджаба, до 1953 г. — также членом государственного информационного консультативного комитета.

### Государственная деятельность
В 1952—1967 гг. — член Законодательного собрания Пенджаба, избирался заместителем спикера (1952—1954) и его спикером (1954—1962). 
В 1965-1966 гг. являлся министром транспорта, электрификации сельских районов и по парламентскими вопросам Пенджаба. Во время Второй индо-пакистанской войны (1965) был одним из организаторов обороны в приграничных районах штата. 
В 1967 г. он был впервые избран в Лок Сабху, нижнюю палату парламента Индии, представлял избирательный округ Тарна Тарана. Избирался председателем комитета по общественным мероприятиям (1968—1969 и 1969—1970).
- 1969—1975 гг. — спикер Лок Сабхи, в этой должности избирался председателем Межпарламентскиого союза (1973—1976), стал первым представителем Азии на этом посту,
- 1975—1977 гг. — министр судоходства и транспорта,
- 1980 г. — член комиссии по планированию,
- 1980—1982 гг. — Верховный комиссар (посол) Индии в Канаде,
- 1986—1988 гг. — министр сельского хозяйства Индии.

Возглавлял индийские парламентские делегации на 15-й, 17-й, 18-й и 19-й парламентских конференциях стран Содружества, состоявшихся в октябре 1969 г. в Порт-оф-Спейне (Тринидад и Тобаго) в Куала-Лумпуре (Малайзия), Блантире (Малави) в октябре 1972 г. и в Лондоне в сентябре 1973 года. Он занимал пост Регионального представителя по Азии в исполнительном комитете Парламентской ассоциации Содружества и был избран его президентом в Коломбо в 1974 г. Председательствовал на 21-й парламентской конференции Содружества, состоявшейся в Нью-Дели в октябре-ноябре 1975 г.

### Общественное признание
Входил в органы управления и попечительские советы нескольких индийских университетов. Являлся почетным доктором права Университета Пенджаба (1969), Пенджабского университета (1971) и Университета Курукшетра (1973). Также ему были присвоены степени доктора политических наук немецкого Университета Гумбольдта (1973) и доктора философии корейского Университета Сонгюнгван (1973).
В начале 1970-х гг. в соавторстве с Картаром Сингхом он выпустил серию из восьми детских книг годов под названием «Рассказы из истории сикхов».